# Rinofima
El rinofima és un nas gran, bulbós i vermellós, amb tumoracions nodulars benignes de creixement progressiu causades per la infiltració granulomatosa d'una rosàcia crònica no tractada. Alguns autors el consideren un subtipus poc freqüent de rosàcia (rosàcia fimatosa) i altres una entitat patològica diferenciada.

## Classificació
Hi ha diverses maneres de classificar aquest trastorn cutani. Habitualment, però, es categoritza en tres graus:
- Lleu: telangièctasis i hiperplàsia de la dermis.
- Moderat: hipertròfia cutània i petites nodularitats no confluents.
- Greu: presència massiva de nòduls de grans dimensions que modifiquen significativament la morfologia del nas.[6] Els casos més greus poden mostrar trets histològics semblants a les de l'elefantiasi provocada pel limfedema crònic.

Sobre la base de les seves principals característiques clíniques i histològiques s'han descrit quatre tipus diferents de rinofima: glandular, fibrós, fibroangiomatós i actínic. Una variant singular des del punt de vista histopatològic és la quística.

## Signes i símptomes

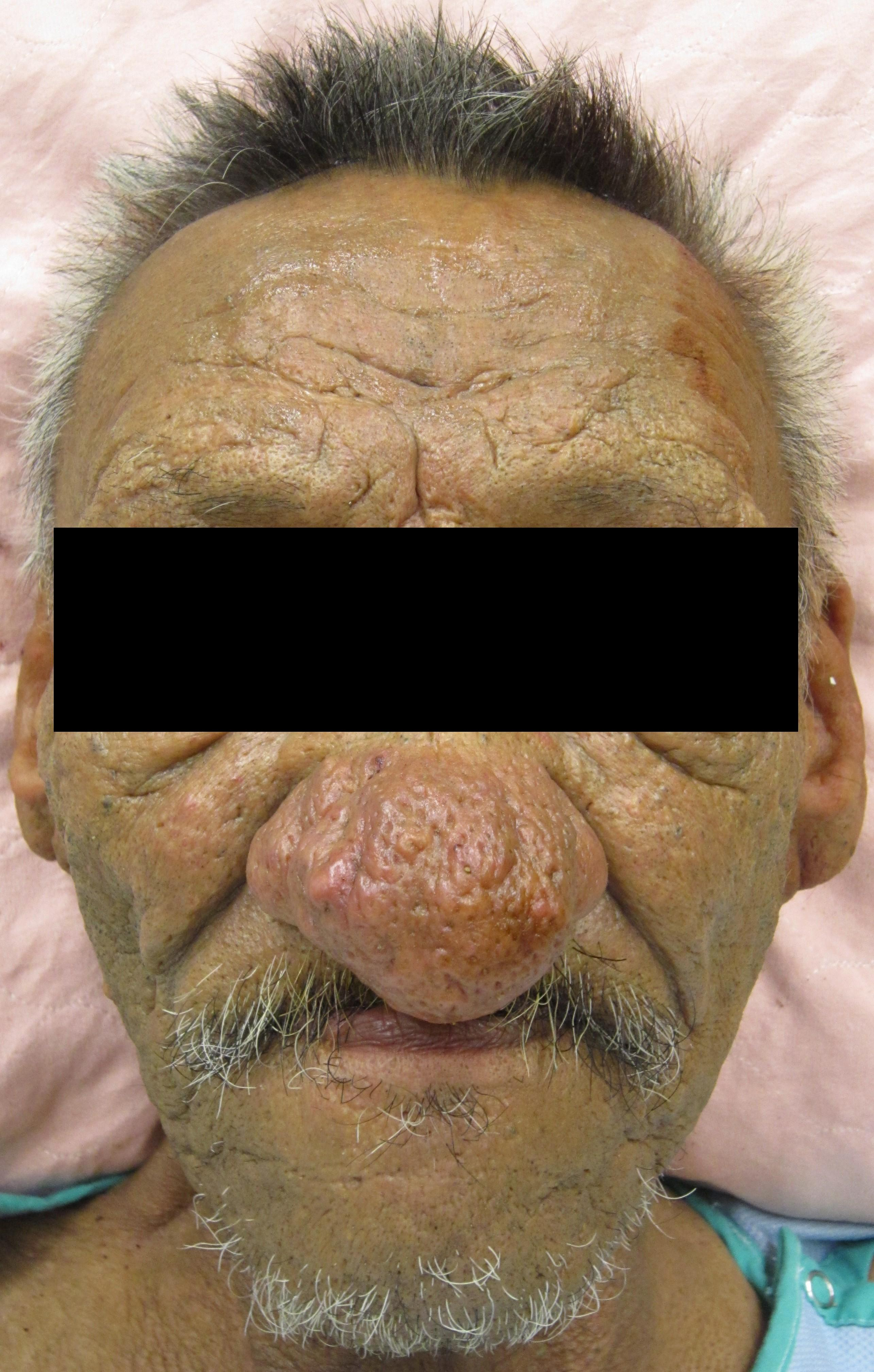
Un exemple de rinofima greu.

El rinofima es caracteritza per un engruiximent fibrós del nas, amb porus prominents i de vegades amb pàpules. Es veu principalment en homes majors de 50 anys. Pot causar alteracions facials que alteren l'aparença personal i que provoquen un fort impacte psicològic quan la desfiguració arriba a un grau molt important. La creença que el rinofima és conseqüència de l'abús alcohòlic és errònia. De fet, afecta per igual a bevedors i no bevedors. No obstant això, hi ha una associació entre l'alcoholisme i les teleangièctasis facials, basada en l'efecte vasodilatador i ruboritzant de l'alcohol, que podria estar relacionada d'alguna manera amb la degeneració del col·lagen induïda per la llum solar i els canvis vasculars que contribueixen a l'engruiximent de la pell del nas en certs individus.
Adesiara, el rinofima provoca deformitats nasals que comporten problemes respiratoris d'importància variable o dificulten la ingesta d'aliments. Infreqüentment, el rinofima es manifesta com una massa única localitzada a l'ala nasal, ben circumscrita i d'aspecte neoplàsic. Són molt pocs els casos de rinofima unilateral registrats a la literatura mèdica.
La concurrència de rinofima i carcinoma de cèl·lules basals (CCB) no és rara. Tot i així, l'aparició en aquesta malaltia nasal de la variant adenoide quística del CCB és un fet poc freqüent. De forma puntual, s'ha descrit el desenvolupament sincrònic de rinofima i limfoma difús de cèl·lules B grans (la forma més comuna de limfoma no hodgkinià en adults). Ocasionalment, poden observar-se angiosarcomes, schwannomes, limfomes cutanis primaris centrofol·liculars o carcinomes de cèl·lules escatoses nasals que tenen l'aparença d'un rinofima.
Poques vegades es presenta conjuntament amb un gnatofima o amb otofima i rosàcia telangiectàsica ensems. Per contra, la coincidència de rinofima y dermatitis seborreica no és gens inusual. Alguna vegada, les lesions de la lepra lepromatosa, de l'amiloïdosi sistèmica primària o de la leishmaniosi cutània tenen un aspecte similar al del rinofima.

## Tractament
El tractament consisteix a pelar la major part dels teixits quirúrgicament (en casos no complicats, el procediment més senzill i econòmic és rasurar les lesions) emprant el bisturí en una primera fase de la intervenció per extirpar la massa tissular més gran i un instrument microdebridador després o fer servir un làser de diòxid de carboni, permetent que l'àrea nasal afectada regeneri la seva pell amb el temps. La dermoabrasió a baixa temperatura minimitza la hipopigmentació del dors del nas i la formació de cicatrius. Una altra possibilitat terapèutica és utilitzar un escàner làser de vapor de coure. Alguns especialistes prefereixen l'ús del làser Er:YAG (Erbium-doped Yttrium Aluminium Garnet Laser), el qual permet una ablació tissular molt precisa causant un dany tèrmic residual mínim i escassos efectes secundaris; no obstant això, té un efecte coagulant menor que els altres làsers i comporta un cert augment del risc d'hemorràgia intraoperatòria. De vegades, el teixit s'extirpa completament i s'empelta pell. Els empelts de matriu dèrmica acel·lular sintètica s'han emprat per reconstruir el nas després de l'excisió total de rinofimes. És aquesta una operació complexa de cirurgia estètica que té certes dificultats metodològiques a tenir en compte. La cirurgia s'ha de practicar sota la cobertura d'un antibiòtic d'ampli espectre sistèmic i local per evitar el risc d'infecció postoperatòria del cartílag nasal.
En alguns rinofimes avençats, el tractament amb radiofreqüència monopolar ha obtingut resultats molt satisfactoris.
La remissió del rinofima sense cap actuació quirúrgica és rara. El metronidazole, l'eritromicina o la doxiciclina s'utilitzen durant el postoperatori com a mesura profilàctica per tal d'evitar infeccions bacterianes. La isotretinoïna (un retinoide de primera generació) per via oral a baixes dosis, l'azitromicina (500 mg per setmana 
durant dotze setmanes) i l'aplicació tòpica de metronidazole o d'àcid nonandioic poden ser d'utilitat en casos lleus. Les preparacions de vitamina C tòpica al 5,0 per cent (L-àcid 
ascórbic) es poden fer servir per reduir l'eritema, pel seu efecte antioxidant que limita l'alliberament de radicals lliures.